# Lathronympha albimacula
Lathronympha albimacula är en fjärilsart som beskrevs av Kuznetsov 1962. Lathronympha albimacula ingår i släktet Lathronympha och familjen vecklare. Inga underarter finns listade i Catalogue of Life.